# Németi János
Németi János (Krasznaszentmiklós, 1939. november 22. – Debrecen, 2020. november 7.) erdélyi magyar történész, régész, régészeti szakíró, muzeológus.

## Életútja
Református családba született, Németi János és Németi Rozália házasságából. Elemi, majd középiskolai tanulmányait Nagykárolyban végezte (1957), a Babeș–Bolyai Tudományegyetemen szerzett történelemtanári diplomát és régészeti szakképesítést (1967). A nagybányai múzeum kutatója (1963–65), a nagykárolyi Városi Múzeum igazgatója (1965–77), ebben a beosztásában számos Nagykárolyról szóló gyűjteményes kiállítást rendezett, felújította az Ady-emlékház anyagát is. A nagykárolyi Általános Iskola aligazgatója (1977–88), tanára (1988–90). Északnyugat-Románia kora vaskorának vége és a második vaskor kialakulása című tanulmánya alapján doktori címet nyert (1978). 1990 óta a bukaresti Trakológiai Intézet régészeti tudományos kutatója, majd a nagykárolyi múzeum történész-muzeológusa, 2003. áprilisban vonult nyugalomba.

## Szakirodalmi munkássága
Első írását Nagybánya város pecsétjének történetéről a Marmaţia közölte (1966). Kutatási területe az ősrégészet, főleg a vaskorszak Hallstatt és La Tène-kultúra szakasza. Tudományos közleményeit az Acta Musei Napocensis, Acta Musei Porolissensis, Thraco-Dacica, Studii şi Cercetări de Istorie Veche şi Arheologie, Studii şi Comunicări – Satu Mare közölte. Kiemelkedett közülük egy francia nyelvű értekezése: Contributions concernant la faciès Latèneien du Nord-Ouest de la Roumanie ... la lumière de decouvertes celtiques de Piskolt (közli The Celts in Central Europe. Székesfehérvár, 1974). Petre Roman régésszel közös kötetét (Cultura Baden în România. 1978) az RSZK Akadémiai Kiadója jelentette meg. Németül jelent meg Das s-hallstattzeitliche G-erfeld von Sanislău c. közlése (Thraco-Dacica, 1982). Ugyancsak itt írt tanulmányt a Nagykároly határában feltárt bronzkori telepről (1990). Megírta az érendrédi református egyház rövid történetét (Nagyvárad, 1998). Nagykároly város egészségügyi ellátásának történetéről szóló írása a Szent-Györgyi Albert Társaság (Szatmárnémeti) által kiadott Szatmári Füzetek hatodik kötetében jelent meg szintén 1998-ban. A tell telepek elterjedése a Nagykárolyi-síkságon és az Ér völgyében című kötetben Molnár Zsolttal együtt a bronzkori tell kultúráról számolt be. (Kolozsvár : Scientia Kiadó, 2002. 288 p.) Tudománynépszerűsítő cikkeivel magyarul a Bányavidéki Fáklya, Nagykároly és Vidéke, Szatmári Hírlap, Előre és Művelődés hasábjain jelentkezett.

## Családja
1965-ben kötött házasságot. Felesége Németi Mária tanítónő, akivel két lány és két fogadott fiú gyermeket neveltek fel.

## Művei
- Petre I. Roman–Ioan Németi: Cultura Baden în România; Academiei, Bucureşti, 1978 (Biblioteca de arheologie)
- Németi János–Molnár Zsolt: A tell telepek elterjedése a Nagykárolyi-síkságon és az Ér völgyében; Scientia, Kolozsvár, 2002 (Sapientia könyvek)
- Németi János–Molnár Zsolt: A tell-telepek fejlődése és vége a Nagykárolyi-síkságon és az Ér völgyében; Scientia, Kolozsvár, 2007 (Sapientia könyvek)
- Németi János–Molnár Zsolt: Bronzkori hatalmi központok Északnyugat-Erdélyben. A Nagykároly–Bobáld-tell; SZTE Régészeti Tanszék, Szeged, 2012 (Monográfiák a Szegedi Tudományegyetem Régészeti Tanszékéről)

## Társasági tagság
- Erdélyi Múzeum-Egyesület (EME)

## Díjak, elismerések
- Szatmár megyei múzeum művészeti díja (1995)